# مجموعة دوسان

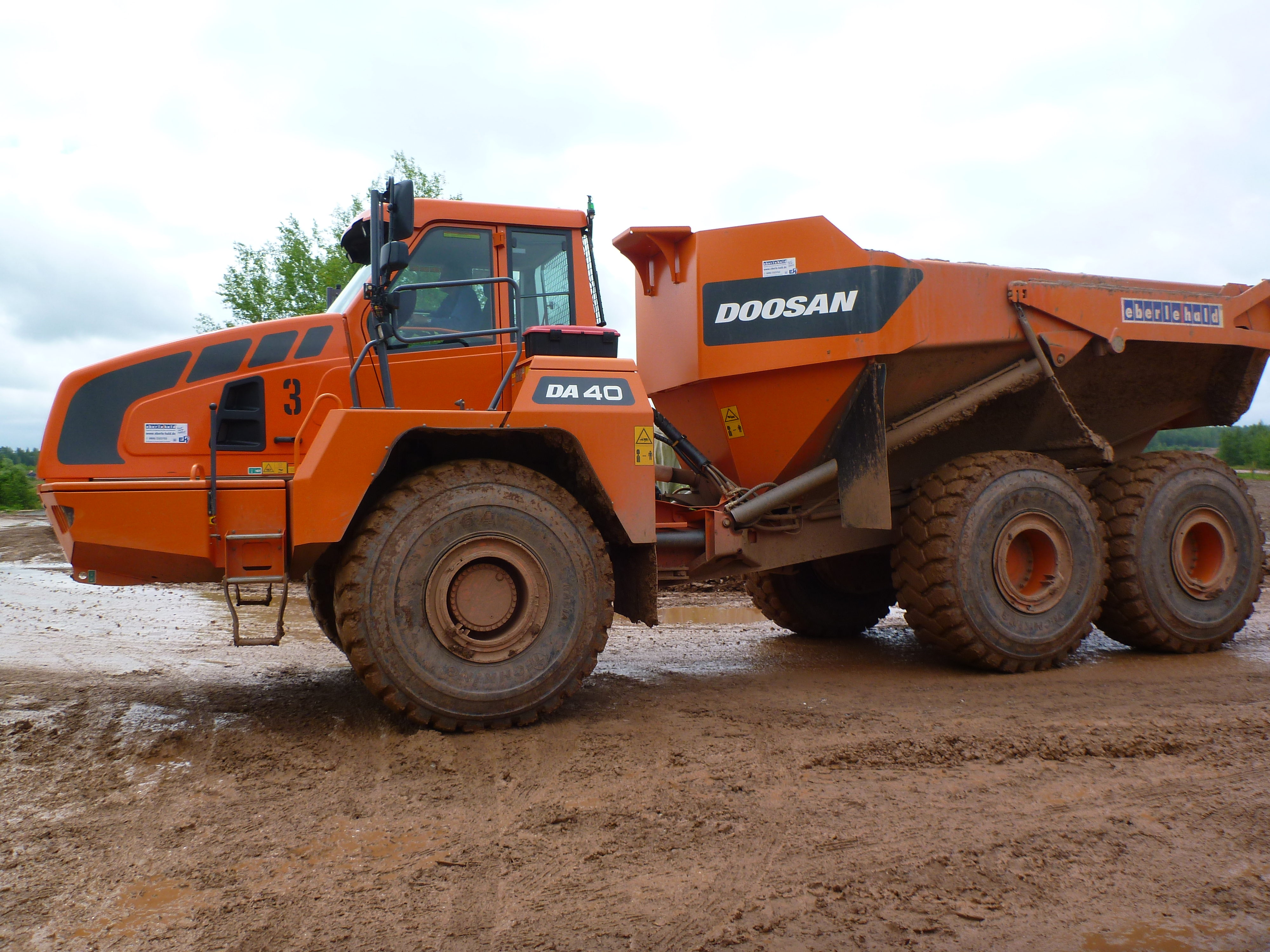
شاحنة دوسان م 40

مجموعة دوسان (بالإنجليزية: Doosan Group) هي شركة تكتلات متعددة الجنسيات في كوريا الجنوبية. في عام 2009، تم تصنيف الشركة في المرتبة 471 في قائمة فورتشن غلوبال 500 . وقد أدرجت في شركات فوربس جلوبال 2000 من عام 2007.وهي الشركة الأم لسكودا باور. صنفت دوسان في المرتبة الرابعة بين قائمة أفضل 40 شركة في العالم لعام 2009 في مجلة بيزنيس ويك ، مجلة الاقتصاد الأمريكية، في أكتوبر 2009.

## روابط خارجية
- الموقع الرسمي
- دوسان للصناعات الثقيلة والانشاءات
- دوسان انفراكور نسخة محفوظة 1 ديسمبر 2016 على موقع واي باك مشين.
- دوسان بوبكات